# 安东尼·范·迪门

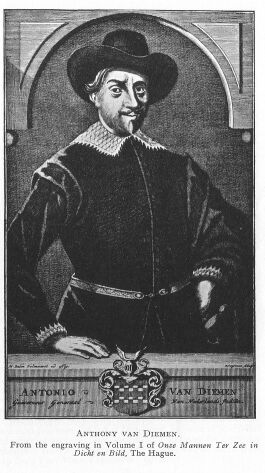
安东尼·范·迪门

安东尼·范·迪门（荷蘭語：Antonio van Diemen），1593年出生于荷兰屈伦博赫，1645年4月19日逝世于巴達維亞。為任期自1636年至1645年間的荷属东印度总督，是鞏固荷蘭在遠東殖民力量的奠基者。印尼華人歷史文獻《開吧歷代史紀》記載其名爲「安多哖伴慮宜」。
起初他是個經商不成功的商人，所以加入了荷蘭東印度公司。自1618年起，他主要駐於巴達維亞，直到1636年晉升為總督；升任總督之前，於1631年獲命为海军上将。
1638年，為了加強公司在马六甲地區的統治並控制自印度至中國的航海線，他代表荷蘭与特尔纳特蘇丹簽訂了一紙非常有利於荷兰的条约，從此經由戰爭（1638年起至1643年止），逐一占领了原本歸於葡萄牙的殖民点：斯里蘭卡（1644年底定）和马六甲（1641年）；迫使果阿邦总督和法尔斯国王前來求和，贏得當地辣椒和香料等的經營壟斷權。此外他在1642年派兵驅逐西班牙殖民勢力，取得福爾摩沙（今台灣島）的統治權；在印度科羅曼德爾海岸沿途設立據點；也是開啟荷兰與越南东京及日本（德川幕府）贸易的奠基人。至他擔任總督的後期，荷蘭已經是東印度地區一支重要的政治和商業力量。
他除了積極擴張荷蘭東印度公司的勢力，也廣泛設置教導拉丁語的學校、天主教會、1所孤兒院和1所醫院等，並制定了《巴達維亞法典》，使律令容易使人明白而易於遵守。他於1642年至1644年間，派遣了阿贝尔·塔斯曼為首的航海探險隊，发现了以他而命名的范迪门斯地、塔斯曼海、紐西蘭、東加、斐濟及澳大利亞的北海岸（今於达尔文西北的內海有一海灣取名為「Van Diemen Gulf」）。
他最後在1645年病逝於巴達維亞。荷蘭東印度公司給予其妻一筆豐厚的慰問金，使她得以返回荷蘭安享晚年。她的名字留在紐西蘭北島上的極西點「Cape Maria van Diemen」；這是阿贝尔·塔斯曼在1643年所命名的地方。另外一處則在塔斯曼尼亞島的東岸的「Maria Island」。